# Hidroelektrana Jajce Dva
Hidroelektrana Jajce Dva är ett vattenkraftverk i Bosnien och Hercegovina.   Det ligger i entiteten Federationen Bosnien och Hercegovina, i den centrala delen av landet, 110 km nordväst om huvudstaden Sarajevo. Hidroelektrana Jajce Dva ligger 364 meter över havet.
Terrängen runt Hidroelektrana Jajce Dva är huvudsakligen kuperad, men norrut är den bergig. Hidroelektrana Jajce Dva ligger nere i en dal. Närmaste större samhälle är Divičani, 9,7 km sydost om Hidroelektrana Jajce Dva. 
I omgivningarna runt Hidroelektrana Jajce Dva växer i huvudsak lövfällande lövskog. Runt Hidroelektrana Jajce Dva är det ganska tätbefolkat, med 93 invånare per kvadratkilometer.